# Buharski Židovi
Buharski Židovi (בוכרים‎, Bukharim), naziv za skupinu Židova naseljenu na azijskom području u Uzbekistanu i Tadžikistanu. Glavno središte im je grad Buhara po kojem su i dobili ime.
Buharski Židovi vjeruju da su porijeklom od deset izgubljenih plemena. Njihov jezik je bohara, dijalekt tadžičkog. 
U prošlim stoljećima doživjeli su mnogo diskriminacija od strane vladajućih muslimana. Bili su prisiljeni živjetii u posebnim gradskim četvrtima zvanim mahallas, i nositi posebne oznake na svojoj odjeći, i plaćati poseban porez.
Tijekom sovjetske vlade i muškarci i žene morali su raditi u tvornicama na proizvodnji tekstila, opeka, maslaca i slično, da bi se u suvremeno doba opet vratili svojim tradicionalnim zanimanjima kao što su frizeri, krojači, obučari i fotografi, a znatan je i broj obrazovanih Buharskih Židova koj isu postali inženjeri, liječnici, učitelji i glazbenici.
Tradicionalno, obitelj je bila bila proširena, patrilinearna i patripotestalna. Danas prevladava nuklearna obitelj, a ženidba je uvijek unutar buharskožidovske etničke zajednice.